# Георг Серенсен
Георг Серенсен (дан. Georg Sørensen; Хернинг, 15. мај 1995) професионални је дански хокејаш на леду који игра на позицији голмана. 
Првак је Данске у сезони 2011/12.
Члан је сениорске репрезентације Данске за коју је дебитовао на светском првенству 2016. године. 
Његов млађи брат Марк Емил Серенсен такође је професионални хокејаш на леду.